# Beecham House
Beecham House ist eine britische Historiendrama-Fernsehserie, die 1795 im indischen Mogulreich spielt. Sie wurde von dem Ehepaar Gurinder Chadha, einer britischen Regisseurin indischer Familie, und Paul Mayeda Berges sowie der Autorin Sharukh Husain pakistanischer Herkunft, die als historische Beraterin beteiligt war, erdacht; Chadha führte auch die Regie. Die Hauptrolle John Beecham, einen Briten in Delhi, spielt Tom Bateman.

## Handlung und Figuren
Die Serie in Indien handelt von dem Briten John Beecham, einem ehemaligen Soldaten der Ostindienkompanie, die er wegen ihrer Grausamkeiten an Indern verlassen hatte. Nun kommt er nach Delhi zu seinem neu erworbenen Anwesen, um ein selbständiger Händler zu werden, wofür er die Lizenz des Kaisers Shah Alam II. benötigt. 
Er holt seine Mutter Henrietta aus London und seinen Bruder Daniel, ein freigestellter Soldat, zu sich. Dazu gesellen sich Henriettas Gesellschafterin Violet Woodhouse, die darauf hofft, John als Partie zu gewinnen; Samuel Parker, ein ehemaliger Kollege, der heimlich gegen John intrigiert; die britische Gouvernante Margaret Osborne, in die John sich verliebt, und die Inderin Chandrika, die sich Johns Baby August annimmt.
Für Konflikte sorgen der Kulturschock seiner Mutter, Gefühlsverwicklungen, das Geheimnis um die Mutter des Babys und die Konkurrenz mit dem französischen General Castillon um Gunst und Vertrauen des indischen Herrschers.

## Episodenliste
| Nr. | Deutscher Titel     | Originaltitel | Erstausstrahlung UK | Deutschsprachige Erstausstrahlung (D) | Regie           | Drehbuch                             |
| --- | ------------------- | ------------- | ------------------- | ------------------------------------- | --------------- | ------------------------------------ |
| 1 | Der Neuanfang       | Episode 1     | 23. Juni 2019       | 29. Dez. 2020                         | Gurinder Chadha | Gurinder Chadha & Paul Mayeda Berges |
| Drei Jahre nachdem er eine indische Familie vor einem Überfall gerettet hatte, kommt John Beecham mit einem Baby zu seinem neuen Anwesen. Er lernt den französischen General Castillon kennen, der dem Kaiser dient; seinen Nachbarn Murad Beg, der mit der Kaiserin verwandt ist, und Margaret Osborne, die Gouvernante von Murads Tochter. Als er bei Shah Alam II. für eine Handelslizenz vorspricht, erhält er die Aufgabe, der Kaiserin ein besonderes Geschenk zu machen. Seine Mutter Henrietta kommt mit Violet Woodhouse und Samuel Parker an, der in London gegen die Ostindienkompanie ausgesagt hatte. Im Haus erfährt Henrietta, dass John ein Baby hat, und möchte ihren zweiten Sohn Daniel sehen. |                     |               |                     |                                       |                 |                                      |
| 2 | Die Brüder          | Episode 2     | 24. Juni 2019       | 5. Jan. 2021                          | Gurinder Chadha | Paul Mayeda Berges                   |
| Während John und Samuel den verletzten Daniel in einem Kompanielager finden, kommt Chandrika ins Haus und nimmt das Baby in ihr Zimmer und verhält sich dominant, was bei seiner Mutter und Margaret Anstoß erregt. Daniel wiederum findet Interesse an dem Kindermädchen Chanchal. Als der Konflikt der Frauen eskaliert, gesteht John, dass Chandrika Augusts Tante ist. John entscheidet, was er der Kaiserin schenken will: ein mechanisches Spielzeug aus Gold. |                     |               |                     |                                       |                 |                                      |
| 3 | Das Geschenk        | Episode 3     | 30. Juni 2019       | 12. Jan. 2021                         | Gurinder Chadha | Sharukh Husain                       |
| John findet ein Geschenk seiner Wahl und instruiert einen Diener, den Transport, wenn es fertig ist, zu überwachen, wovon Samuel, der John wieder in England haben will, Castillon erzählt. Als das Schiff einfährt, ist das Geschenk nicht da und der Diener erstochen. Nachdem Margaret den Verdacht bekommt, dass der Hofbeamte Vijay Singh damit zu tun hat, kann John das Geschenk aus dessen Haus zurückholen und es der Kaiserin präsentieren. Nach vielen Flirts schlafen Daniel und Chanchal miteinander; Chandrika schleicht nachts zu John, was Violet beobachtet. |                     |               |                     |                                       |                 |                                      |
| 4 | Die Beobachtung     | Episode 4     | 7. Juli 2019        | 19. Jan. 2021                         | Gurinder Chadha | Victor Levin                         |
| Violet erzählt Henrietta von ihrer Beobachtung und auch Margaret, die deswegen nicht bleibt, während John die Lizenz erhält. Die Kaiserin fürchtet eine britische Invasion und bittet daher Prinz Akbar, eine Armee aufzustellen. Dafür soll John ohne Wissen des Kaisers einen Diamanten aus dem Palast verkaufen; Daniel ist dagegen, aber John hört auf Samuel. Daniel wird von der Kompanie zurückbeordert und will gehen, worauf Chanchal sich entehrt fühlt. Wegen Margarets Reaktion beschließt John endlich seine Geschichte zu erzählen: die von ihm gerettete Familie waren ein Maharadscha und seine Töchter, Chandrika und ihre Schwester, die Augusts Mutter wurde. Nach einem weiteren Überfall, bei dem diese getötet wurde, ließ John es aussehen, als sei auch das Baby gestorben, und nahm es heimlich mit. |                     |               |                     |                                       |                 |                                      |
| 5 | Die Wahrheit        | Episode 5     | 14. Juli 2019       | 26. Jan. 2021                         | Gurinder Chadha | Victor Levin                         |
| General Castillon, dem Samuel gesagt hatte, John habe den Diamanten gestohlen, lässt ihn verhaften und, da er seinen Helfer aus dem Palast nicht verraten will, einsperren. Daniel verfolgt Samuel und belauscht so dessen Handel mit Castillon. Unterdessen bringt Baadal die schwangere Chanchal zu seinen Eltern. Während Chandrika das Haus verlässt, holt der Diener Ram Lal Margaret zurück. Mit Daniel findet sie Hinweise gegen Samuel und auch John kommt hinter dessen Verrat. |                     |               |                     |                                       |                 |                                      |
| 6 | Das gestohlene Kind | Episode 6     | 21. Juli 2019       | 2. Feb. 2021                          | Gurinder Chadha | Victor Levin                         |
| Margaret spricht vergeblich bei Murad Beg und der Kaiserin vor, doch als der Maharadscha im Palast erscheint, erklärt sie Chandrika, dass John Prinz Akbar schützt. Der Maharadscha legt den Plan des Prinzen dem Kaiser dar, der dessen Weisheit erkennt und die Führung an seinen Sohn abgibt. Als Castillon daher John freilässt, ersticht Samuel den General und flieht. Derweil hat Daniel mit Ram Lal Chanchal zurückgeholt, die das Kind allein aufziehen will, wenn er sie nicht heiratet. John stellt zuhause seine Familie dem Maharadscha vor und macht am Taj Mahal Margaret einen Antrag. Von der Reise zurückgekehrt finden sie ein Blutbad vor; August ist entführt worden. |                     |               |                     |                                       |                 |                                      |

## Besetzung und Synchronisation

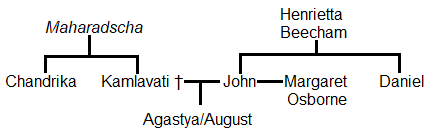
Familienstammbaum um John Beecham

Die deutschsprachige Synchronisation entstand nach Dialogbüchern und unter der Dialogregie von Michael Nowka durch die Deutsche Synchron & Medienproduktion.
| Rolle                  | Beschreibung                      | Darsteller              | Synchronsprecher      |
| Europäer               | Europäer                          | Europäer                | Europäer              |
| ---------------------- | --------------------------------- | ----------------------- | --------------------- |
| John Beecham           | ehemaliger Soldat                 | Tom Bateman             | Tobias Kluckert       |
| Henrietta Beecham      | Johns Mutter                      | Lesley Nicol            | Liane Rudolph         |
| Daniel Beecham         | Johns Bruder                      | Leo Suter               | Ricardo Richter       |
| Violet Woodhouse       | Henriettas Gesellschafterin       | Bessie Carter           | Marie Bierstedt       |
| Margaret Osborne       | Roshanaras Gouvernante            | Dakota Blue Richards    | Lisa May-Mitsching    |
| Benoit Castillon       | französischer General             | Grégory Fitoussi        | Patrice Luc Doumeyrou |
| Samuel Parker          | Johns früherer Kollege            | Marc Warren             | Gerald Schaale        |
| August/Agastya Beecham | Johns Baby                        | Shona und Sienna Oberoi |                       |
| Johns Dienerschaft     |                                   |                         |                       |
| Ram Lal                | Johns persönliche Diener          | Amer Chadha-Patel       | Samir Fuchs           |
| Gopal                  | Johns persönliche Diener          | Vicky Arora             |                       |
| Baadal                 | Leiter der Dienerschaft           | Viveik Kalra            | Marius Clarén         |
| Mool Chand             | Chefkoch                          | Kulvinder Ghir          | Rajvinder Singh       |
| Chanchal               | Augusts Ammen                     | Shriya Pilgaonkar       | Alice Bauer           |
| Maya                   | Augusts Ammen                     | Trupti Khamkar          |                       |
| Bindu                  | Henriettas Zofe                   | Goldy Notay             |                       |
| Weitere Inder          |                                   |                         |                       |
| Chandrika              | Augusts Tante                     | Pallavi Sharda          | Marieke Oeffinger     |
| Murad Beg              | Johns Nachbar                     | Adil Ray                | Frank Schaff          |
| Roshanara              | Murad Begs Tochter                | Medha Shankar           |                       |
| Begum Samru            | Herrscherin von Sardhana          | Lara Dutta              | Daniela Hoffmann      |
| Shah Alam II.          | Kaiser des indischen Mogulreiches | Roshan Seth             | Freimut Götsch        |
| Akbar Shah II.         | Fürstensohn                       | Rudraksh Singh          | Bastian Sierich       |
|                        | Kaiserin                          | Tisca Chopra            |                       |
| Vijay Singh            | Hofbeamter                        | Arunoday Singh          |                       |
|                        | Maharadscha von Kalyan            | Denzil Smith            | Helmut Gauß           |
| Kamlavati              | Augusts Mutter                    | Vaishali Malhara        |                       |

## Produktion
ITV bestellte im März 2018 als Sechsteiler die Serie, die von Gurinder Chadha entwickelt und von Chadhas Firma Bend It TV und FremantleMedia produziert wurde. Chadha äußerte: „Beecham House ist ein Herzensprojekt, da ich mich verpflichtet fühle, vielfältige und emotional fesselnde Geschichten für ein internationales Mainstream-Publikum zu erzählen.“ Sie erdachte die Serie mit ihrem Mann Paul Mayeda Berges während der Arbeit an dem Film Der Stern von Indien (Viceroy’s House) als Langformserie, die sie bis zum Jahr 1947 verlängern könnte. Für den Stil der Serie ließ sie sich von Das Haus am Eaton Place (Upstairs, Downstairs) beeinflussen. Als historischen Berater engagierten sie William Dalrymple, einen Historiker für Südostasien mit Schwerpunkt Indien.
Im August 2018 wurde die Besetzung um Hauptdarsteller Tom Bateman bekanntgegeben und begannen die Dreharbeiten in Indien und den englischen Ealing Studios. Bateman filmte 17 Wochen lang in Indien.
Am 25. Oktober 2019 wurde bekannt, dass ITV die Serie nicht um eine zweite Staffel verlängert, aber Chadha hoffe darauf, sie bei einem internationalen Sender weiterführen zu können.

## Ausstrahlung
Bei ITV erschien die Serie vom 23. Juni bis zum 21. Juli 2019. 
Im März 2019 erwarb PBS die Ausstrahlungsrechte in den Vereinigten Staaten in der Masterpiece-Reihe. Als erste Serie für eine neue Strategie, Masterpiece-Reihen zuerst digital zu veröffentlichen, erschien Beecham House bereits am 1. März 2020 im Streamingservice des Senders, PBS Passport, und dem Masterpiece-Channel bei Prime Video. Die Fernsehausstrahlung erfolgte ab dem 14. Juni 2020.
Die deutsche Premiere fand am 29. Dezember 2020 bei RTL Passion statt.
Bei der Veröffentlichung auf Apple TV+ wurde der finale Cliffhanger entfernt.

## Rezeption
Beecham House hält bei Rotten Tomatoes eine Kritikerwertung von 46 % anhand 13 Kritiken und bei Metacritic eine Wertung von 44 anhand 4 Wertungen.
Die Serie wird mit Downton Abbey verglichen, ihr mangele aber an deren Humor.
Gelobt werden die Schönheit der Kostüme und der Szenerie; so nennt Carol Midgley von der Sunday Times sie einen Augenschmaus und Matt Roush von TV Insider die prachtvollste Serie des Sommers. Kritisiert werden aber die klischeebehafteten und hölzernen Figuren, Dialoge und das Drehbuch sowie die Darstellung der historischen Epoche und Indiens. Lucy Mangan vom Guardian verreißt die Serie für die Verwendung des Stereotyps vom „white saviour“ (weißer Retter).

### Nominierung
- BAFTA Creative Awards 2020: Bestes Kostümdesign, für Joanna Eatwell